# Pływanie na Letnich Igrzyskach Olimpijskich 1960 – 100 m stylem dowolnym kobiet
100 m stylem dowolnym kobiet – jedna z konkurencji pływackich rozgrywanych podczas XVII Igrzysk Olimpijskich w Rzymie. Eliminacje odbyły się 26 sierpnia, półfinały 27 sierpnia, a finał 29 sierpnia 1960 roku.
Tytuł mistrzyni olimpijskiej obroniła Australijka Dawn Fraser, która w finale ustanowiła nowy rekord olimpijski (1:01,2). Srebrny medal zdobyła  Amerykanka Chris von Saltza (1:02,8), a brąz Natalie Steward z Wielkiej Brytanii (1:03,1).
Wcześniej, w eliminacjach Chris von Saltza pobiła rekord olimpijski Fraser z 1956 roku, uzyskawszy czas 1:01,9. Następnego dnia, podczas półfinałów, Dawn Fraser poprawiła ten rekord czasem 1:01,4.

## Rekordy
Przed zawodami rekord świata i rekord olimpijski wyglądały następująco:
| Rekord            | Zawodniczka | Czas   | Miejsce   | Data           |       |
| ----------------- | ----------- | ------ | --------- | -------------- | ----- |
| Rekord świata     | Dawn Fraser | 1:00,2 | Sydney    | 23 lutego 1960 | [ 1 ] |
| Rekord olimpijski | Dawn Fraser | 1:02,0 | Melbourne | 1 grudnia 1956 | [ 2 ] |

W trakcie zawodów ustanowiono następujące rekordy:
| Data        | Etap konkurencji | Zawodnik         | Czas   | Rekord |
| ----------- | ---------------- | ---------------- | ------ | ------ |
| 26 sierpnia | eliminacje       | Chris von Saltza | 1:01,9 | OR     |
| 27 sierpnia | półfinał 2       | Dawn Fraser      | 1:01,4 | OR     |
| 29 sierpnia | finał            | Dawn Fraser      | 1:01,2 | OR     |

## Wyniki

### Eliminacje
| Miejsce | Wyścig | Tor | Zawodniczka              | Państwo           | Czas   | Uwagi |
| ------- | ------ | --- | ------------------------ | ----------------- | ------ | ----- |
| 1.      | 4      | 4   | Chris von Saltza         | Stany Zjednoczone | 1:01,9 | Q,    |
| 2.      | 2      | 4   | Dawn Fraser              | Australia         | 1:02,1 | Q     |
| 3.      | 5      | 5   | Natalie Steward          | Wielka Brytania   | 1:03,5 | Q     |
| 4.      | 2      | 5   | Cocky Gastelaars         | Holandia          | 1:03,9 | Q     |
| 5.      | 1      | 4   | Ilsa Konrads             | Australia         | 1:04,2 | Q     |
| 6.      | 5      | 4   | Carolyn Wood             | Stany Zjednoczone | 1:04,3 | Q     |
| 7.      | 1      | 5   | Erica Terpstra           | Holandia          | 1:04,4 | Q     |
| 8.      | 5      | 6   | Paola Saini              | Włochy            | 1:04,4 | Q     |
| 9.      | 3      | 4   | Csilla Madarász-Bajnogel | Węgry             | 1:04,5 | Q     |
| 10.     | 4      | 3   | Ursel Brunner            | Niemcy            | 1:04,6 | Q     |
| 11.     | 3      | 3   | Heidi Pechstein          | Niemcy            | 1:05,1 | Q     |
| 12.     | 1      | 6   | Katalin Boros            | Węgry             | 1:05,2 | Q     |
| 13.     | 4      | 6   | Héda Frost               | Francja           | 1:05,8 | Q     |
| 14.     | 4      | 5   | Mary Stewart             | Kanada            | 1:06,0 | Q     |
| 15.     | 2      | 3   | Inger Thorngren          | Szwecja           | 1:06,1 | Q     |
| 16.     | 1      | 3   | Karin Larsson            | Szwecja           | 1:06,3 | Q     |
| 17.     | 2      | 6   | Yoshiko Sato             | Japonia           | 1:06,4 |       |
| 18.     | 5      | 3   | Marina Szamal            | ZSRR              | 1:06,4 |       |
| 19.     | 4      | 2   | Ulvi Voog                | ZSRR              | 1:06,7 |       |
| 20.     | 1      | 2   | Maria Cristina Pacifici  | Włochy            | 1:07,1 |       |
| 21.     | 2      | 7   | Nora Novotny             | Austria           | 1:07,4 |       |
| 22.     | 2      | 1   | Ágústa Þorsteinsdóttir   | Islandia          | 1:07,5 |       |
| 23.     | 3      | 6   | Diana Wilkinson          | Wielka Brytania   | 1:07,5 |       |
| 24.     | 3      | 5   | Margaret Iwasaki         | Kanada            | 1:07,6 |       |
| 25.     | 4      | 1   | Haydée Coloso            | Filipiny          | 1:07,8 |       |
| 26.     | 1      | 7   | Blanca Barrón            | Meksyk            | 1:07,9 |       |
| 27.     | 5      | 2   | Marie-Laure Gaillot      | Francja           | 1:08,0 |       |
| 28.     | 5      | 7   | María Luisa Souza        | Meksyk            | 1:08,4 |       |
| 29.     | 3      | 7   | Anneliese Rockenbach     | Wenezuela         | 1:08,5 |       |
| 30.     | 4      | 7   | Dorothy Sutcliffe        | Rodezja           | 1:09,0 |       |
| 31.     | 3      | 2   | Hitomi Jinno             | Japonia           | 1:09,8 |       |
| 32.     | 3      | 1   | Rita Pulido              | Hiszpania         | 1:10,0 |       |

### Półfinały

#### Półfinał 1
| Miejsce | Tor | Zawodniczka              | Państwo           | Czas   | Uwagi |
| ------- | --- | ------------------------ | ----------------- | ------ | ----- |
| 1.      | 4   | Chris von Saltza         | Stany Zjednoczone | 1:02,5 | Q     |
| 2.      | 5   | Natalie Steward          | Wielka Brytania   | 1:02,9 | Q     |
| 3.      | 2   | Csilla Madarász-Bajnogel | Węgry             | 1:03,0 | Q     |
| 4.      | 3   | Ilsa Konrads             | Australia         | 1:04,7 |       |
| 5.      | 1   | Héda Frost               | Francja           | 1:05,4 |       |
| 6.      | 6   | Paola Saini              | Włochy            | 1:05,4 |       |
| 7.      | 8   | Inger Thorngren          | Szwecja           | 1:05,6 |       |
| 8.      | 7   | Heidi Pechstein          | Niemcy            | 1:05,6 |       |

#### Półfinał 2
| Miejsce | Tor | Zawodniczka      | Państwo           | Czas   | Uwagi |
| ------- | --- | ---------------- | ----------------- | ------ | ----- |
| 1.      | 4   | Dawn Fraser      | Australia         | 1:01,4 | Q,    |
| 2.      | 6   | Erica Terpstra   | Holandia          | 1:03,9 | Q     |
| 3.      | 5   | Cocky Gastelaars | Holandia          | 1:03,9 | Q     |
| 4.      | 3   | Carolyn Wood     | Stany Zjednoczone | 1:04,2 | Q     |
| 5.      | 1   | Mary Stewart     | Kanada            | 1:04,2 | Q     |
| 6.      | 2   | Ursel Brunner    | Niemcy            | 1:04,8 |       |
| 7.      | 7   | Katalin Boros    | Węgry             | 1:06,2 |       |
| 8.      | 8   | Karin Larsson    | Szwecja           | 1:06,5 |       |

### Finał
| Miejsce | Tor | Zawodniczka              | Państwo           | Czas   | Uwagi |
| ------- | --- | ------------------------ | ----------------- | ------ | ----- |
| 1. !    | 4   | Dawn Fraser              | Australia         | 1:01,2 | OR    |
| 2. !    | 5   | Chris von Saltza         | Stany Zjednoczone | 1:02,8 |       |
| 3. !    | 3   | Natalie Steward          | Wielka Brytania   | 1:03,1 |       |
| 4.      | 1   | Carolyn Wood             | Stany Zjednoczone | 1:03,4 |       |
| 5.      | 6   | Csilla Madarász-Bajnogel | Węgry             | 1:03,6 |       |
| 6.      | 2   | Erica Terpstra           | Holandia          | 1:04,3 |       |
| 7.      | 7   | Cocky Gastelaars         | Holandia          | 1:04,7 |       |
| 8.      | 8   | Mary Stewart             | Kanada            | 1:05,5 |       |